# Provincia de Sughd
La provincia de Sughd (tayiko: Вилояти Суғд/Vilojati Suƣd, ruso: Согдийская область) es una de las cuatro divisiones administrativas y una de las tres provincias que componen Tayikistán. Situada en la zona septentrional del país, limita con Uzbekistán y Kirguistán.

## Características generales
Tiene una superficie de unos 26.100 km², un área similar a la de Haití o Macedonia del Norte. Su población es de 1.870.000 según el censo de 2000 (frente a 1.558.000 en 1989), es decir el 30 % del total nacional.
La región limita con las provincias de Djizaks, Namangán, Samarcanda y Ferganá en Uzbekistán, y con las de Osh y Batken en Kirguistán. 
En su zona norte ocupa la zona central del fértil valle de Ferganá. El río Sir Daria fluye a través de ella.
Fue habitada por los sogdianos. Se la conoció como Leninabad hasta 1991, luego Leninobod hasta el año 2000, luego Sogd hasta el año 2004.

## Centros urbanos
La capital es Juyand, ex Leninabad, con 155.900 habitantes (est. 2008). Otros centros urbanos importantes son:
- Istaravshan (pob. 60.200)
- Konibodom (47.100)
- Isfara (40.600)
- Panjakent (35.900)
- Bustón (25.700)
- Ghafúrov (15.700)